# Rao Xinyu
Rao Xinyu (chinesisch 饒新宇 / 饶新宇, Pinyin Ráo Xīnyǔ; * 21. Februar 2002) ist eine chinesische Leichtathletin, die sich auf den Mittelstreckenlauf spezialisiert hat.

## Sportliche Laufbahn
Erste internationale Erfahrungen sammelte Rao Xinyu im Jahr 2019, als sie bei den Jugendasienmeisterschaften in Hongkong in 2:09,03 min die Goldmedaille im 800-Meter-Lauf gewann. 2023 gewann sie bei den Hallenasienmeisterschaften in Astana in 2:08,75 min die Bronzemedaille hinter ihrer Landsfrau Wu Hongjiao und Ayano Shiomi aus Japan. Im Oktober belegte sie bei den Asienspielen in Hangzhou in 2:04,16 min den vierten Platz.
2023 wurde Rao chinesische Meisterin im 800-Meter-Lauf.

## Persönliche Bestzeiten
- 800 Meter: 2:02,38 min, 22. September 2021 in Xi’an
  - 800 Meter (Halle): 2:08,75 min, 12. Februar 2023 in Astana